# Urbain Dubois
Urbain François Dubois (26. května 1818 Trets – 14. března 1901 Nice) byl francouzský šéfkuchař, který se proslavil jako autor několika kuchařek, které se staly základy moderní francouzské kuchyně.

## Život
Dubois se narodil v Trets v departmentu Bouches-du-Rhône ve Francii jako syn tkalce. Kuchařem se vyučil v hotelu svého strýce. Jeho strýc Jean Dubois byl šéfkuchařem francouzského generála hraběte Bertranda. Roku 1840 se Dubois přestěhoval do Paříže, už roku 1845 ji ale opustil a začal cestovat po Evropě. Pracoval v několika zemích střední Evropy, až se nakonec dostal do služeb ruského knížete Orlova, velvyslance cara Mikuláše I. V roce 1860 se stal šéfkuchařem prince Viléma v Berlíně, který se následujícího roku stal pruským králem. V roce 1870, když vypukla prusko-francouzská válka, se Dubois na krátkou dobu vrátil do Francie, ale hned po uzavření mírové dohody v březnu 1871 se opět stal šéfkuchařem Hohenzollernů. O místo šéfkuchaře se dělil se svým kolegou Émilem Bernardem, se kterým se střídali v měsíčních službách. Díky tomu měl Dubois dostatek času na psaní. V Berlíně zůstal až do roku 1880.
30. prosince 1868 se Dubois v Postupimi oženil s Marie-Virginie-Louise Boderovou. Měli spolu pět dětí: Joseph-Émile, Albert-Félix, Ernest-Eugène, Julie-Marguerite and Jeannette-Hélène. Dvě nejstarší děti se narodily ještě před sňatkem. Jeho druhorozený syn, Felix Dubois se stal známým novinářem.
Urbain Dubois zemřel 14. března 1901 ve věku 82 let. Jeho žena ho přežila o dalších 15 let.